# 王撝
王撝（?—?），字謙父。慶元府鄞縣（今浙江鄞縣）人。
其先人是浚儀人，徙居於鄞縣。早年從樓昉學，又從史獨善遊。嘉定十六年（1223年）進士，生王應麟、王應鳳。官溫州知州、吏部郎中。預修中興四朝國史。